# Distretto di Baghlani Jadid
Il distretto di Baghlani Jadid è un distretto dell'Afghanistan appartenente alla provincia di Baghlan. Viene stimata una popolazione di 53 423 abitanti (stima 2016-17).